# Tomići, Bar
Tomići este un sat din comuna Bar, Muntenegru. Conform datelor de la recensământul din 2003, localitatea are 20 de locuitori (la recensământul din 1991 erau 36 de locuitori).

## Demografie
În satul Tomići locuiesc 18 persoane adulte, iar vârsta medie a populației este de 56,7 de ani (55,0 la bărbați și 58,4 la femei). În localitate sunt 11 gospodării, iar numărul mediu de membri în gospodărie este de 1,82.
|  |

| Demografie | Demografie | Demografie |
| An         | Locuitori  | Locuitori  |
| ---------- | ---------- | ---------- |
|            |            |            |
|            |            |            |
|            |            |            |
|            |            |            |
| 1948       | 143        |            |
| 1953       | 146        |            |
| 1961       | 110        |            |
| 1971       | 76         |            |
| 1981       | 45         |            |
| 1991       | 36         | 36         |
| 2003       | 20         | 20         |

| \| Componența etnică conform recensământului din 2003[2] \| Componența etnică conform recensământului din 2003[2] \| Componența etnică conform recensământului din 2003[2] \| Componența etnică conform recensământului din 2003[2] \| Componența etnică conform recensământului din 2003[2] \| \| ----------------------------------------------------- \| ----------------------------------------------------- \| ----------------------------------------------------- \| ----------------------------------------------------- \| ----------------------------------------------------- \| \| \| \| \| \| \| \| Muntenegreni \| Muntenegreni \| \| 19 \| 95% \| \| Sârbi \| Sârbi \| \| 1 \| 5% \| \| necunoscută \| necunoscută \| \| 0 \| 0% \| |              |  |    |     |
| Componența etnică conform recensământului din 2003 |              |  |    |     |
| |              |  |    |     |
| Muntenegreni | Muntenegreni |  | 19 | 95% |
| Sârbi | Sârbi        |  | 1  | 5%  |
| necunoscută | necunoscută  |  | 0  | 0%  |